# Robert Llimós
Robert Llimós i Oriol (Barcellona, 19 ottobre 1943) è uno scultore e pittore spagnolo, figlio del pittore Camil Llimós i Aubí.

## Biografia

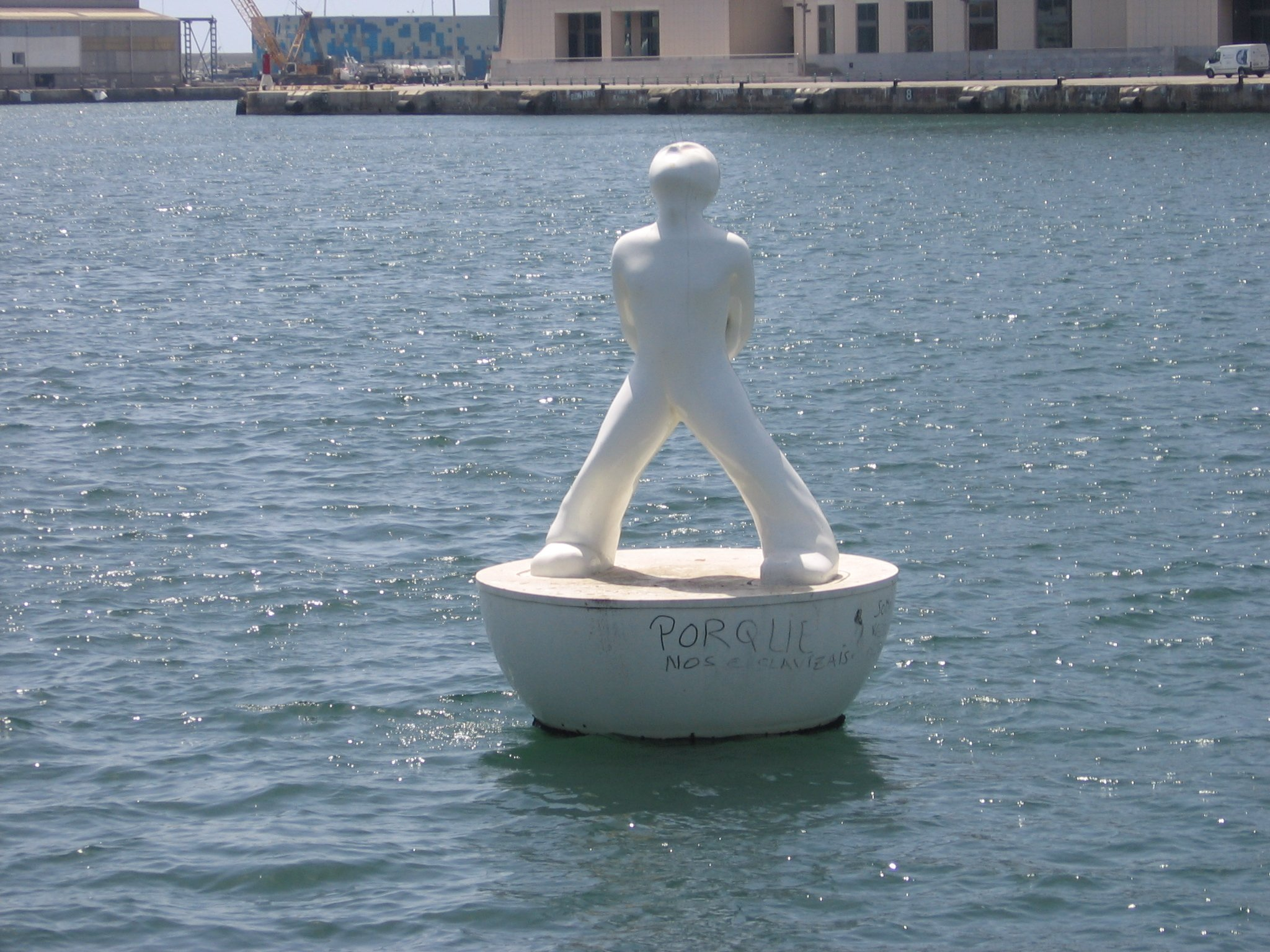
Miraestrellas (2010), Rambla de Mar, Barcellona.

Studiò nella Escola Massana e nella Escuela de la Lonja. Agli inizi lavorò con Eduard Arranz Bravo, Rafael Bartolozzi e Gerard Sala, che conobbe in una mostra nel 1964. Nel 1969 si separò dal gruppo, e passò all'arte concettuale, realizzando alcune opere come Llimós en marcha (1972). È ritornato alla materia realizzando, su commissione, un murale per la famiglia March nella sua residenza di  Maiorca a Cala Ratjada. Tra 1975 e 1983 ha lavorato a New York, e tra 1987 e il 1988 a Miami ed è poi tornato a Barcellona. Nel 1993 realizzò un'esposizione retrospettiva della sua opera a L'Hospitalet de Llobregat, e l'anno seguente gli fu assegnato il Premio Nazionale di Arti Plásticas dalla Generalitat de Catalunya. Nel 1996 ha realizzato, in occasione dei Giochi della XXVI Olimpiade di Atlanta la scultura Marc, una delle sue opere più famose, dedicata al figlio deceduto l'anno precedente, che aveva lo nome. L'anno seguente pose una copia di quest'opera nella Vila Olímpica del Poblenou di Barcellona. I suoi prodotti, di colori vivi, sogliono centrare sulla figura umana, rappresentata con uno stile espressionista.
Nel 2009 disse di aver avuto un contatto extraterrestre su una spiaggia in Brasile e che venne rapito e portato su un'astronave per due ore e mezza. Da allora la sua produzione pittorica e scultorea si è concentrata su quell'esperienza e sui ritratti di esseri "rettiliani", senza ottenere riconoscimenti dalla critica.

## Opere
- Cintas(1981), nel Muelle de Bosch i Alsina di Barcellona, poi eliminato nel 1991 per una ristrutturazione della zona.
- Porte del Giardino della Torre delle Acque (1987).
- Lignes di téte (1991), Giardino di sculture della Fondazione Fran Daurel, Poble Espanyol
- Marc (1997), Parco del Porto Olimpico, Barcellona.
- Miraestrellas (2010), Rambla de Mar, Barcellona.